# José Javier Yuste Muñiz
José Javier Yuste Muñiz (* 14. Dezember 1971 in Talavera de la Reina) ist ein spanischer Beachvolleyballspieler.

## Karriere
Yuste spielte sein erstes internationales Turnier 1991 in Yokohama mit Manuel Segura Berenguel und kam dabei als Siebter direkt in die Top Ten. Bei den weiteren beiden Turnieren mit Segura erreichte er in Almería den 13. Platz und 1992 in Rio de Janeiro den 17. Rang. Anschließend spielte er drei Open-Turniere mit Santi Aguilera Sabine und wurde dabei Siebter in Enoshima und zweimal 17. in Lignano und Rio. 1995 kam er in der brasilianischen Metropole mit Javier Bosma auf den neunten Rang. Danach bildete er ein neues Duo mit Miguel Ángel Martín Prieto. In Clearwater schafften Yuste/Prieto als Fünfte ihr erstes gemeinsames Top-Ten-Ergebnis. Das gleiche Resultat gab es für sie auch in La Baule. Den neunten Rang belegten sie in Teneriffa und Carolina. Ebenfalls als Neunte schlossen sie das erste Turnier 1996 in Rio de Janeiro ab. Danach kamen sie nicht mehr über den 13. Platz hinaus. Dennoch qualifizierten sich Yuste/Prieto für die Olympischen Spiele in Atlanta. Dort verloren sie ihr erstes Spiel gegen die Tschechen Palinek/Pakosta und schieden in der Verlierer-Runde mit einer Niederlage gegen die Portugiesen Maia/Brenha aus. Nach dem Olympiaturnier spielten sie noch die Grand Slams in Pornichet und Espinho, bei denen sie den 13. und 17. Platz belegten. Seinen letzten Auftritt hatte Yuste beim Turnier in Teneriffa mit Ruben Barba.